# Wanakaya (Haurgeulis)
Wanakaya is een bestuurslaag in het regentschap Indramayu van de provincie West-Java, Indonesië. Wanakaya telt 9225 inwoners (volkstelling 2010).